# أوقست هولتز
أوقست هولتز (بالإنجليزية: August Holtz)‏ هو عسكري أمريكي، ولد في 12 فبراير 1871 في سانت لويس في الولايات المتحدة، وتوفي في 5 مارس 1938.